# Élections législatives de 1967 dans l'Indre
Les élections législatives françaises de 1967 se déroulent les 5 et 12 mars 1967. Dans le département de l'Indre, trois députés sont à élire dans le cadre de trois circonscriptions.

## Élus
| Circonscription | Député sortant        | Parti | Parti   | Député élu ou réélu   | Parti | Parti |
| --------------- | --------------------- | ----- | ------- | --------------------- | ----- | ----- |
| 1re             | Louis Deschizeaux     |       | SFIO    | François Gerbaud      |       | UD-Ve |
| 2e              | Jean Toury            |       | UNR-UDT | Marcel Lemoine        |       | PCF   |
| 3e              | Jean Bénard-Mousseaux |       | CNIP    | Jean Bénard-Mousseaux |       | CNIP  |

## Résultats

### Résultats à l'échelle du département
| Parti          | Parti                                           | Premier tour | Premier tour | Second tour | Second tour | Sièges |
| Parti          | Parti                                           | Voix         | %            | Voix        | %           | Sièges |
| -------------- | ----------------------------------------------- | ------------ | ------------ | ----------- | ----------- | ------ |
|                | Union des démocrates pour la Ve République      | 33 934       | 27,08        | 38 725      | 30,89       | 1      |
|                | Modérés                                         | 5 486        | 4,38         |             |             | 0      |
|                | Divers droite (gaulliste)                       | 431          | 0,34         | 0           |             |        |
|                | Union des républicains de progrès               | 39 851       | 31,80        | 38 725      | 30,89       | 1      |
|                |                                                 |              |              |             |             |        |
|                | Section française de l'Internationale ouvrière  | 11 694       | 9,33         | 20 707      | 16,52       | 0      |
|                | Parti radical                                   | 8 914        | 7,11         | Retrait     | Retrait     | 0      |
|                | Convention des institutions républicaines       | 6 789        | 5,42         | 3 447       | 2,75        | 0      |
|                | Fédération de la gauche démocrate et socialiste | 27 397       | 21,86        | 24 154      | 19,27       | 0      |
|                |                                                 |              |              |             |             |        |
|                | Parti communiste français                       | 37 345       | 29,80        | 40 182      | 32,05       | 1      |
|                | Progrès et démocratie moderne                   | 18 905       | 15,08        | 22 316      | 17,80       | 1      |
|                | Socialistes indépendants                        | 1 827        | 1,46         |             |             | 0      |
|                |                                                 |              |              |             |             |        |
| Inscrits       | Inscrits                                        | 160 538      | 100,00       | 160 512     | 100,00      | 3      |
| Abstentions    | Abstentions                                     | 31 859       | 19,85        | 30 713      | 19,13       |        |
| Votants        | Votants                                         | 128 679      | 80,15        | 129 799     | 80,87       |        |
| Blancs et nuls | Blancs et nuls                                  | 3 354        | 2,61         | 4 422       | 3,41        |        |
| Exprimés       | Exprimés                                        | 125 325      | 97,39        | 125 377     | 96,59       |        |

### Résultats par circonscription

#### Première circonscription (Châteauroux)
| Candidat       | Candidat                  | Parti          | Premier tour | Premier tour | Second tour | Second tour |  |
| Candidat       | Candidat                  | Parti          | Voix         | %            | Voix        | %           |  |
| -------------- | ------------------------- | -------------- | ------------ | ------------ | ----------- | ----------- |  |
|                | François Gerbaud élu      | UD-Ve          | 13 065       | 31,59        | 20 725      | 50,02       |  |
|                | André Blondeau            | PCF            | 11 861       | 28,68        | Retrait     | Retrait     |  |
|                | Louis Deschizeaux sortant | FGDS (SFIO)    | 11 694       | 28,27        | 20 707      | 49,98       |  |
|                | Louis Balsan              | CD (PDM)       | 4 743        | 11,47        |             |             |  |
|                |                           |                |              |              |             |             |  |
| Inscrits       | Inscrits                  | Inscrits       | 52 154       | 100,00       | 52 144      | 100,00      |  |
| Abstentions    | Abstentions               | Abstentions    | 9 707        | 18,61        | 9 265       | 17,77       |  |
| Votants        | Votants                   | Votants        | 42 447       | 81,39        | 42 879      | 82,23       |  |
| Blancs et nuls | Blancs et nuls            | Blancs et nuls | 1 084        | 2,55         | 1 447       | 3,37        |  |
| Exprimés       | Exprimés                  | Exprimés       | 41 363       | 97,45        | 41 432      | 96,63       |  |

#### Deuxième circonscription (Issoudun)
| Candidat       | Candidat           | Parti          | Premier tour | Premier tour | Second tour | Second tour |  |
| Candidat       | Candidat           | Parti          | Voix         | %            | Voix        | %           |  |
| -------------- | ------------------ | -------------- | ------------ | ------------ | ----------- | ----------- |  |
|                | Marcel Lemoine élu | PCF            | 13 994       | 32,91        | 21 601      | 50,18       |  |
|                | Jean Toury sortant | UD-Ve          | 12 273       | 28,86        | 18 000      | 41,81       |  |
|                | Michel Bouguin     | FGDS (CIR)     | 6 789        | 15,97        | 3 447       | 8,01        |  |
|                | Julien Saint-Paul  | Modérés        | 5 486        | 12,90        |             |             |  |
|                | Claude Peninque    | CD (PDM)       | 3 978        | 9,36         |             |             |  |
|                |                    |                |              |              |             |             |  |
| Inscrits       | Inscrits           | Inscrits       | 55 389       | 100,00       | 55 379      | 100,00      |  |
| Abstentions    | Abstentions        | Abstentions    | 11 781       | 21,27        | 11 186      | 20,2        |  |
| Votants        | Votants            | Votants        | 43 608       | 78,73        | 44 193      | 79,8        |  |
| Blancs et nuls | Blancs et nuls     | Blancs et nuls | 1 088        | 2,49         | 1 145       | 2,59        |  |
| Exprimés       | Exprimés           | Exprimés       | 42 520       | 97,51        | 43 048      | 97,41       |  |

#### Troisième circonscription (Le Blanc)
| Candidat       | Candidat                            | Parti                     | Premier tour | Premier tour | Second tour | Second tour |  |
| Candidat       | Candidat                            | Parti                     | Voix         | %            | Voix        | %           |  |
| -------------- | ----------------------------------- | ------------------------- | ------------ | ------------ | ----------- | ----------- |  |
|                | Maxime Bonnet                       | PCF                       | 11 490       | 27,73        | 18 581      | 45,43       |  |
|                | Jean Bénard-Mousseaux sortant réélu | CNIP (PDM)                | 10 184       | 24,57        | 22 316      | 54,57       |  |
|                | André Gasnier                       | FGDS (Radical)            | 8 914        | 21,51        | Retrait     | Retrait     |  |
|                | Jean-Paul Mourot                    | UD-Ve                     | 8 596        | 20,74        | Retrait     | Retrait     |  |
|                | Georges de Beauregard               | Soc.ind.                  | 1 827        | 4,41         |             |             |  |
|                | Joseph Joly                         | Divers droite (Gaulliste) | 431          | 1,04         |             |             |  |
|                |                                     |                           |              |              |             |             |  |
| Inscrits       | Inscrits                            | Inscrits                  | 52 995       | 100,00       | 52 989      | 100,00      |  |
| Abstentions    | Abstentions                         | Abstentions               | 10 371       | 19,57        | 10 262      | 19,37       |  |
| Votants        | Votants                             | Votants                   | 42 624       | 80,43        | 42 727      | 80,63       |  |
| Blancs et nuls | Blancs et nuls                      | Blancs et nuls            | 1 182        | 2,77         | 1 830       | 4,28        |  |
| Exprimés       | Exprimés                            | Exprimés                  | 41 442       | 97,23        | 40 897      | 95,72       |  |